# Caruachi-Wasserkraftwerk
Das Caruachi-Wasserkraftwerk, das den offiziellen Namen Central Hidroeléctrica Francisco de Miranda en Caruachi trägt, steht am Río Caroní im venezolanischen Bundesstaat Bolivar. Die Anlage steht etwa 59 Kilometer flussabwärts des Stausees und Wasserkraftwerks von Guri (Central Hydroelectric Simón Bolívar) und ungefähr 35 Kilometer aufwärts von der Stelle, an der der Caroni bei Ciudad Guayana in den Orinoco mündet.

## Kraftwerk
Die erste der zwölf 180-MW-Kaplan-Turbinen, die von General Electric geliefert wurde, begann ihren kommerziellen Betrieb im April 2003; die 12. und letzte Maschineneinheit ging am 28. Februar 2006 in Dienst. Das Kraftwerk nahm seinen vollen Betrieb am 31. März 2006 auf, als es offiziell vom Präsidenten von Venezuela, Hugo Chávez, eingeweiht wurde.
Die gesamte installierte Kapazität ist 2160 MW, mit denen das Kraftwerk jährlich eine Energiemenge von rund 12.000 GWh produziert. Die Fallhöhe des Wassers im Kraftwerk bei Normalbetrieb ist 91 m.
Dieses Projekt bildet einen Komplex mit der Central Hidroeléctrica Simón Bolívar in Guri, Antonio José de Sucre in Macagua und Tocoma (in Bau), zusammen einer der größten Wasserkraftkomplexe der Welt. Der Betreiber EDELCA (Electrificación del Caroní CA) sagt, dass mit dem Gesamtkomplex 750.000 Barrel Öl am Tag gespart werden, verglichen mit derzeit 300.000.

## Beteiligte Firmen
Am Projekt waren die Firmen Kvaerner (Norwegen), General Electric (USA) und VA Tech Elin Transformatoren (Österreich) beteiligt. Die Hauptarbeiten begannen 1998.
Die Firma ABB baute die Stromübertragungsleitungen. Sie bestehen aus einer 400-kV-Station und vier 400-kV-Leitungen, die das Kraftwerk mit dem Netz verbinden.

## Bauwerke
Das Hauptabsperrbauwerk ist eine 360 m lange Gewichtsstaumauer mit einer maximalen Höhe von 55 m, gemessen von der Gründungssohle. Darin integriert ist ein Einlaufbauwerk und das Krafthaus. Auf der rechten Seite ist ein 900 m langer bis zu 50 m hoher Steinschüttdamm, der eine Betonplatte als Abdichtung hat, angeschlossen. Auf der linken Seite ist ein 4200 m langer bis zu 45 m hoher Damm aus Erd- und Steinschüttmaterial.
Die Hochwasserentlastung hat neun Öffnungen und kreisförmige Verschlüsse mit einer Gesamtkapazität von 30.000 m³/s Abflussvermögen. Das Krafthaus ist 470 m lang und im Hauptbauwerk integriert. 360 m davon beanspruchen die 12 Generator-Einheiten. Ein 50 m breites Zwischenstück zwischen dem Krafthaus und der Hochwasserentlastung ist vom Typ Pfeilerstaumauer.